# آنری کارتیه-برسون
هانری کارتیه برسون (به فرانسوی: Henri Cartier-Bresson)، (زاده ۲۲ اوت ۱۹۰۸ در شانتلو، فرانسه – درگذشته ۳ اوت ۲۰۰۴) عکاس فرانسوی بود که در ابداع و گسترش فوتوژورنالیسم (عکاسی خبری) و همچنین عکاسی لحظه‌ای و خیابانی نقش اساسی داشت. وی با دوربین مشهور لایکای ۳۵ میلیمتری خود به اقصی نقاط دنیا سفر می‌کرد و با صبر و تقریباً به صورتی نامحسوس صحنه‌ها را ثبت می‌کرد.
توانایی منحصربه‌فردش در ثبت «لحظه قطعی» (The Decisive Moment، اینطور که او آن را می‌نامید)، چشم دقیقش برای طراحی صحنه، شیوه منحصربه‌فرد کارش و بیان ادبی‌اش در تئوری و عملی عکاسی، وی را به عنوان یک شخص افسانه‌ای در میان فتوژورنالیست‌های همدوره‌اش مطرح کرد.
کار وی و شیوه‌اش یک تأثیر ماندگار و دست نیافتنی داشته‌است. تک عکس‌ها و عکس داستان‌هایش برای سه دهه زینت بخش معتبرترین مجله‌های دنیا بوده‌است و نسخه‌های مختلف عکس‌هایش بر دیوارهای موزه‌های آمریکا و اروپا نمایش داده شده‌است. در بازار جهانی عکس، وی تأثیر خود را به‌خوبی گذاشته‌است: وی یکی از مؤسسان مگنوم بوده‌است، یک آژانس عکس در نیویورک و پاریس.

## زندگی
هانری کارتیه برسون به سالِ ۱۹۰۸ در شانتلو، فرانسه در یک خانوادهٔ ثروتمند، با فرهنگ متوسّط چشم به دنیا گشود. در نوجوانی یک دوربین معمولی داشت که برای عکسهای تعطیلات از آن استفاده می‌کرد و بعد یک دوربین ویزور۳*۴ را تجربه کرد. اما او به نقاشی نیز علاقه داشت و به مدت دو سال در استودیوپاریس تحصیل کرد. این تجربیات در نقاشی دید او را به‌خوبی برای ترکیب بندی آماده کرد که به یکی از بزرگترین ابزارهای او در عکاسی تبدیل شد.
در سال ۱۹۳۱ در سن ۲۲ سالگی یکسال را به شکار در غرب آفریقا گذراند و بعد از بیمار شدن به فرانسه بازگشت. در آن زمان بود که در مارسی برای اولین بار عکاسی را به‌طور جدی کشف کرد. این یک تجربه حیاتی برای او بود. یک دنیای جدید، یک شیوه نو دیدن، یک الهام درونی و غیرقابل پیش‌بینی از بین کادر باریک منظره یاب دوربین ۳۵ میلیمتری به روی او گشوده شد و تصور و خیال او را به آتش کشید. او خاطر نشان کرده‌است که چگونه در آنزمان خیابان‌ها را با یک احساس قوی و آماده برای برانگیخته شدن و مصمم برای به دام انداختن زندگی و سپری کردن زندگی به یک شیوه زنده و نو زیر پا می‌گذاشته‌است.
بدین گونه یکی از نتیجه بخش‌ترین مشارکت‌ها بین انسان و ماشین در تاریخ عکاسی روی داد. او به کارش با دوربین ۳۵ میلیمتری ادامه داد. سرعت، تحرک پذیری، تعداد زیاد عکس در هر حلقه فیلم و بالاتر از همه کوچک بودن دوربین و جلب توجه نکردن، با شخصیت خجالتی و سریع او سازگاری داشت.
زمان زیادی نگذشت که او مانند یک راننده حرفه‌ای که با دنده عوض کردن ماشین را تحت اختیار دارد، کنترل دوربین را کامل بدست گرفت و دوربین به وسیله‌ای برای وسعت دید او بدل شد.
زمانی که جنگ جهانی شروع شد، او مدت کوتاهی در ارتش فرانسه خدمت کرد، تا در جنگ اسیر آلمان‌ها شد و بعد از دو تلاش ناموفق از زندان گریخت و تا پایان جنگ به فعالیت‌های زیرزمینی ادامه داد.
پس از جنگ وی فعالیت ژورنالیستی اش را با کمک به شکل‌گیری آژانس عکس مگنوم در سال ۱۹۴۷ ادامه داد. کار با مجله‌های مطرح آنزمان وی را به سفرهای گوناگون در اروپا، آمریکا، چین، روسیه و هند کشاند.
کتاب‌های فراوانی از کارتبه برسون در دهه‌های ۶۰ و ۵۰ چاپ شد که معروف‌ترین آن‌ها «لحظه قطعی» در سال ۱۹۵۲ بوده‌است.
یک رویداد مهم در کار کارتبه برسون نمایشگاه بزرگی از ۴۰۰ عکس وی بود که در سرتاسر آمریکا به نمایش درآمد. به عنوان یک ژورنالیست، کارتبه برسون لزوم منتقل کردن افکار و احساساتی را که از دیده‌هایش برمی‌خواست، احساس می‌کرد.
از همین رو عکسهای او بیشتر واقع گرایانه بود تا انتزاعی. وی احترام زیادی برای نظم در عکاسی خبری قائل بود، به این عنوان که هر عکس به تنهایی توانایی بازگو کردن یک داستان را داشته باشد.
بینش ژورنالیستی در واقعیتهای نهفته در انسان و رویدادهای پیرامون او، احاطه به اخبار و تاریخ و باور در نقش اجتماعی عکس همه به ماندگاری آثار او کمک می‌کند. وی می‌گوید: شان و مقام انسان یک سوژه لازم برای هر عکاس خبری است و هر عکسی جدا از اینکه چه اندازه از نظر بصری و تکنیکی درخشان باشد، نمی‌تواند موفق باشد مگر اینکه از عشق و روابط انسانی نشات گرفته باشد و بیانگر انسان در روبرو شدن با سرنوشتش باشد.
تعداد زیادی از پرتره‌های وی از افراد مشهور مانند ویلیام فاکنر با روش راحت و درخشان وی در مواجه شدن با سوژه، به تعریف دقیقی از شخصیت سوژه بدل شده‌است.
کتاب اول برسون افکارش را به‌خوبی نمایان می‌سازد. «لحظه قطعی» آنگونه که خود برسون تعریف کرده‌است عبارت است از:
«شناخت لحظه‌ای اهمیت یک رویداد در کسری از ثانیه و همین‌طور پیدا کردن فرم و ترکیب دقیقی که روح آن رویداد را بنحو مناسب بیان کند.»
بعضی از منتقدان برسون را چیزی فراتر از یک شکارچی لحظات نمی‌دانند. این یک حقیقت است که روش «لحظه قطعی» در دستان عکاس بی هدف به شکار لحظه‌ای تصادفی و بی گزینش نزول پیدا می‌کند.
والاترین نکته کار برسون نگرش ژرف به احساسات و ویژگی‌های انسان و نشان دادن آن در قاب تصویر است که نمی‌تواند از روی شانس و اقبال بدست آمده باشد و تنها از استعدادی نادر برمیاید. لحظه قطعی و شکار لحظات تنها در این تعریف می‌تواند به سطحی هنری ارتقا یابد.
برسون در کتاب «لحظه قطعی» نوشته‌است:
«در عکاسی کوچکترین چیزها می‌توانند بزرگترین سوژه‌ها باشند، ویژگی‌های کوچک انسان می‌توانند به موضوعی مهم بدل شوند.»
بیشترین بخش عکاسی او مجموعه‌ای از همین ویژگی‌ها و جزئیات انسانی است که تصویر را به جهان پیرامون پیوند می‌دهد.
وی در جهانی تکراری زندگی می‌کرد که اتفاق‌های خسته‌کننده روزمره مانند انعکاس در گودال گل ولای، تصویر با گج کشیده شده بر روی دیوار، هیکل سیاه پوش در مه همگی برای وی انعکاس حقایقی بزرگ و آشنا در ضمیر ناخودآگاه بودند. وی شاعری ضدرمانتیک بود که شعر او عکس‌هایش است و زیبایی را در موضوعات «همان‌طور که هستند» و در واقع گرایی مربوط به همین زمان و مکان کشف کرد.
تمام تصاویر وی با دوربین ۳۵ میلیمتری همراه با لنز ۵۰ میلیمتری و به ندرت عدسی تله فتو تهیه شده‌است، وسیله‌ای که در دست تمام عکاسان آماتور یافت می‌شود.
وی تمامی عکس‌هایش را با نور موجود می‌گرفت و به ندرت از فلاش استفاده می‌کرد.
بوسیله بکارگیری بامهارت دوربین عکاسی در ثابت کردن یک لحظه در جریان زمان، برسون برای ما گنجینه‌ای از تصاویر باقی گذاشته‌است. ما از دیدگاه وی می‌توانیم جهان را اندکی بهتر ببینیم و حقیقت و زیبایی را جایی که حدس نمی‌زنیم وجود داشته باشد، بیابیم.
کارتبه برسون در ۳ اوت ۲۰۰۴ در سن ۹۵ سالگی در خانه‌اش در استان پرووانس درگذشت و در مراسمی خصوصی با حضور بسیاری از دوستان عکاسش (که هیچ‌یک در آن روز عکسی نگرفتند) به خاک سپرده شد. در هفته‌های بعد عمدهٔ مطبوعات بین‌المللی به وی ادای احترام کردند. تیتر پاریزین "مرگ غول عکاسی " بود و فرانکفورتر راندشو نوشت: "چشم قرن بسته شد". بزرگی تیتر خبر درگذشت برسون، نشان دهندهٔ اهمیت جایگاه او در "معبد رسانه هاً است. او به یکی از چهره‌های ماندگار هنری قرن بیستم تبدیل شد. امتیازی منحصر به فرد برای یک عکاس فرانسوی.

## جایزه‌ها
او موفق به دریافت جوایزی همچون: جایزه بزرگ ملی عکاسی در سال ۱۹۸۱ و جایزه هاسلبلاد در سال ۱۹۸۲ گردید.